# Rotrud IV van Perche
Rotrud IV van Perche (circa 1135 - 1191) was van 1144 tot aan zijn dood graaf van Perche. 

## Levensloop
Rotrud IV was de oudste zoon van graaf Rotrud III van Perche en diens derde echtgenote Hawise, dochter van Walter van Salisbury.
In 1144 volgde hij zijn vader op als graaf van Perche. Rotrud voerde meermaals conflicten met graaf Willem I van Ponthieu, wat tot wederzijdse vernielingen van elkaars landerijen leidde. Ook vocht hij aan de zijde van koning Lodewijk VII van Frankrijk in de oorlog tegen koning Hendrik II van Engeland. Tijdens deze oorlog verloor Rotrud Moulins en Bonsmoulins aan de Engelse kroon. Ondanks het feit dat hij middels een huwelijk een alliantie sloot met het huis Blois kon Rotrud IV niet verhinderen dat de macht van het graafschap Perche tijdens zijn bewind afnam.
In 1189 nam hij aan de zijde van de Engelse koning Richard Leeuwenhart en de koning Filips II van Frankrijk deel aan de Derde Kruistocht. In 1191 overleed Rotrud IV in Palestina, kort na het einde van het Beleg van Akko.

## Huwelijk en nakomelingen
In 1160 huwde Rotrud IV met Mathilde, dochter van graaf Theobald II van Champagne. Ze kregen volgende kinderen:
- Godfried III (overleden in 1202), graaf van Perche
- Stefanus (overleden in 1205), hertog van Philadelphia
- Rotrud (overleden in 1201), bisschop van Châlons
- Willem II (overleden in 1226), graaf van Perche en bisschop van Châlons